# Харамбаша

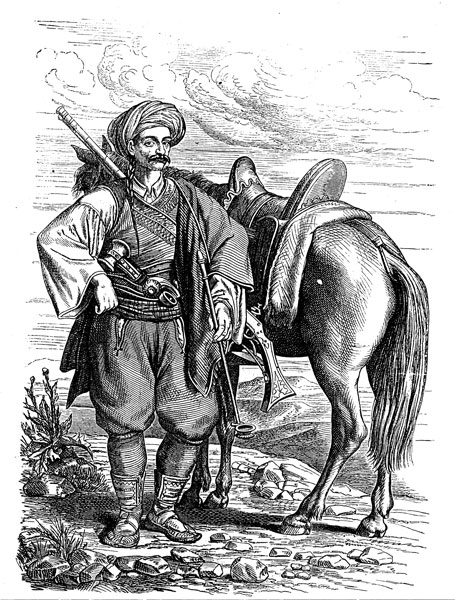
Харамбаша из Далмации. Около 1875 года.

Харамбаша (арамбаша)  — выборный главарь (атаман) группы гайдуков ведущих партизанскую войну с турками и Габсбургами. В мирное время арамбаша выполнял функции старосты деревни.

## История
На землях Сербии, Черногории, Боснии и Герцеговины,  Македонии харамбаши были органичной частью сельского населения в XIII—XIX веках. Термин харамбаша (арамбаша) получил распространение в XIX веке. Поскольку успех всей группы гайдуков зависел от арамбаши, то обычно на эту должность выбирали самого смелого, мудрого и безжалостного. 
Исполнять приказы арамбаши полагалось без возражений.  Были активны на военной границе Османской империи и империи Габсбургов. Габсбурги использовали отряды гайдуков против турок и предоставили им ряд льгот, в частности, не облагали налогами.

### Этимология
Слово; харамбаша  образовано из двух турецких  слов:Харам  — незаконный и Баш  — голова.

## Известные арамбаши
- Бабич, Голуб (1824—1910)
- Байо Пивлянин (? — 1685)
- Стоян Ковачевич (1821—1911)